# Lucy Noël Leslie
Lucy Noël Martha Leslie (1878-1956) est une aristocrate écossaise, connue pour avoir survécu au naufrage du Titanic.

## Biographie

### Avant leTitanic
Lucy Noël Martha Leslie est née dans le district de Kensington à Londres en Angleterre le 25 décembre 1878. Elle est la fille unique de Thomas Dyer-Edwardes (1847-1926) et de son épouse Clementina née Villiers (1859-1947). Thomas Dyer-Edwardes a fait fortune grâce à des placements financiers dans le Commonwealth. Son épouse Clementina descend du côté de sa propre mère des Drummond, ducs écossais de Perth et Melfort.
Elle grandit alors entre la résidence familiale de Prinknash Park, celle de Kensington Square à Londres, le Sussex et la Normandie où ses parents possèdent un manoir.
Le 19 avril 1900, elle épouse à Kensington Norman Evelyn Leslie, 19e comte de Rothes, qu'elle a rencontré lors d'un bal à Londres à la fin de l'année 1899. Ce dernier est Lieutenant dans le 4th Battalion Devonshire Regiment avant d'être élevé au grade de capitaine de la Fife Royal Garrison Artillery Militia. Il finit par rejoindre le Royal Highland Regiment
En 1902 est né leur premier fils, Malcolm George Dyer-Edwardes Leslie (1902-1975), lequel épouse le 17 juillet 1926 Beryl Violet Dugdale, et en 1909 leur second et dernier fils John Wayland Leslie (1909-1991).
Le comte de Rothes est alors à la tête d'une des plus vieilles pairies du Royaume-Uni, datant de 1457, et est élu Représentant des Pairies d’Écosse entre 1906 et 1923. En plus de son titre de baron Leslie, le comte de Rothes détient également celui de baron Ballenbreich. La famille de Lucy Noël Leslie est l'une des seules qui reconnaît sa descendance féminine.
Les Leslie vivent en Angleterre jusqu'en 1904, année durant laquelle ils héritent de 10 000 hectares de terres en Écosse. Si le couple conserve du patrimoine foncier en Angleterre - notamment une résidence à Chelsea - ils vivent la plupart du temps en Écosse. 
Lucy présente de vifs intérêts pour divers sports, de la chasse au criquet et est très active socialement, occupant des fonctions royales et sociales. 
En 1916, le comte participe à la Première Guerre mondiale. Il est promu au rang de colonel en 1918.

### À bord duTitanic
La comtesse embarque à bord du Titanic à Southampton avec ses parents, Gladys Cherry, cousine du comte de Rothes, et sa femme de chambre Elisabeth Roberta Maioni dite « Cissy ». Les parents de la comtesse débarquent à Cherbourg tandis que cette dernière poursuit la traversée en compagnie de sa cousine et de sa femme de chambre dans l'optique de rejoindre son époux qui a pour projet de développer une ferme agricole en Californie.
Leur billet n°110 152 coûtait 86 £ 10s soit 420 $ de l'époque. La liste retrouvée sur le corps du steward de première classe Herbert Cave indique que Lucy et Gladys Cherry devaient initialement occuper la cabine C-37 située à tribord près du Grand Escalier avant. Néanmoins, selon les travaux effectués par les chercheurs dont Daniel Klistorner, spécialiste des cabines du Titanic, les deux femmes se seraient installées dans la suite C-77 de style géorgien tardif. Une lettre adressée par le steward Charles Crumplin à son épouse en date du 10 avril 1912 semble d'ailleurs valider cette thèse. La femme de chambre de la comtesse, Elisabeth Maioni, atteinte de mal de mer pendant la plus grande partie de la traversée, occupe une cabine sur le pont E comme l'évoque le témoignage de la comtesse de Rothes.
Décrite comme une personne très agréable par le steward de la salle à manger de première classe Ewart Sydenham Burr dans une lettre adressée à sa femme depuis Queenstown le 11 avril 1912, Lucy a le plaisir de retrouver à bord du Titanic plusieurs de ses connaissances telles qu'Henry Forbes Julian et son associé le colonel John Weir qui ont tous deux fait fortune dans l'extraction minière; Elmer et Juliet Taylor, pionniers avec Fletcher Fellows Lambert-Williams de la fabrication d'emballages en papier; Tyrell et Julia Cavendish, couple de la haute société londonienne. Il est également probable que la comtesse et Gladys Cherry aient rencontré Christopher Head, ancien maire du district de Chelsea à Londres et Lady Duff Gordon, créatrice de mode bien connue des élégantes de la Belle Époque, qui est accompagnée de son second mari, Sir Cosmo Edmund Duff Gordon, propriétaire de terres en Écosse.
Réveillées par la collision du Titanic avec l'iceberg, la comtesse de Rothes et Gladys Cherry se précipitent sur le pont A pour tenter d'apercevoir l'iceberg lorsque le capitaine Smith leur enjoint de retourner à leur cabine pour mettre leurs gilets de sauvetage. Elles y retrouvent Elisabeth Maioni qui les informe que de l'eau se déverse dans le court de squash situé sur le pont G et que de l'eau commence à inonder les cabines du pont E. Ayant des difficultés à trouver leurs gilets de sauvetage, les trois femmes sont aidées par Fletcher Fellows Lambert-Williams et le steward Charles Crumplin avant de rejoindre le pont des embarcations. 
Elles embarquent ensuite dans le canot no 8, premier canot affalé à 1h10 du matin du côté bâbord et qui comportait 28 occupants alors qu'il était prévu pour 65. Après que le Titanic eut coulé, le responsable du canot, Thomas Jones voulut revenir sur les lieux du naufrage. La comtesse soutint cette idée avec quelques autres passagers dont Mlle Cherry et une passagère américaine, probablement Margaret Welles Swift, mais la grande majorité y resta opposée et le canot ne fit pas demi-tour. La comtesse s'occupa d'abord des avirons, puis elle tint la barre du gouvernail et réconforta Maria Peñasco, jeune mariée espagnole et passagère de 1re classe dont le mari périt dans la catastrophe.
Recueillie par le Carpathia vers 6 heures du matin, la comtesse de Rothes décide de confectionner des vêtements destinés aux passagers de seconde et troisième classe ayant tout perdu dans le naufrage notamment aux enfants comme les enfants Richards et les petites Laroche.
À l'arrivée du Carpathia à New York le 18 avril 1912, la comtesse et Gladys Cherry sont accueillies par Norman Evelyn Leslie et Charles Cherry. Les deux femmes séjournent à l'hôtel Ritz-Carlton quelques jours au cours desquelles Noëlle accepte de donner une interview à la presse américaine. Elle fait parvenir à la White Star Line une demande d'indemnisation à hauteur de 2 485 £ soit environ 12 000 $ pour la perte de ses effets personnels pendant le naufrage.

### Après leTitanic
Plus tard, Thomas Jones lui offre la plaque de fer portant le numéro du canot qu'il fait monter sur médaillon et il entretient une correspondance avec elle. Pour récompenser Thomas Jones et le steward Alfred Crawford de leur courage, elle offre à chacun d'eux une montre gravée. Durant la Première Guerre mondiale, elle s'engage en tant qu'infirmière au sein de la Croix-Rouge. 
Le comte de Rothes meurt en mars 1927 d'une blessure reçue lors de la Première Guerre mondiale et après une période de deuil la comtesse se remarie avec le colonel Claude MacFie à Londres. Elle meurt en septembre 1956 à Hove dans le Sussex à l'âge de 77 ans d'un arrêt cardiaque. Mlle Gladys Cherry et Mlle Maioni, quant à elles, décédèrent respectivement en 1965 et 1963.

## Sources
1. ↑  (en) « Letters reveal heroism and family love of Titanic steward from Portsmouth who perished in disaster », sur www.portsmouth.co.uk (consulté le 28 avril 2019)
2. ↑  (en) « Ewart Sydenham Burr: Titanic Victim », sur Encyclopedia Titanica (consulté le 28 avril 2019)
3. ↑  (en) https://www.encyclopedia-titanica.org/contributor/randy-bryan-bigham, « A Matter of Course », sur Encyclopedia Titanica, 22 septembre 2006 (consulté le 28 avril 2019)
4. ↑  (en) Tad Fitch, J. Kent Layton et Bill Wormstedt, On a Sea of Glass : The Life & Loss of the RMS Titanic, Amberley Publishing Limited, 15 mars 2012, 448 p. (ISBN 978-1-4456-1439-7, lire en ligne)
5. ↑  https://www.encyclopedia-titanica.org/titanic-lifeboat-8/
6. ↑  « TIP | Limitation of Liability Hearings | Claim of Lucy Noel Martha (Countess of Rothes) », sur www.titanicinquiry.org (consulté le 28 avril 2019)